# قعه کرویان
قلعه کرویان قلعه‌ای مربوط به هزاره اول قبل از میلاد است که در شهرستان سقز، بخش مرکزی، روستای کرویان واقع شده‌است. این اثر در تاریخ ۲۳ شهریور ۱۳۸۲ با شمارهٔ ثبت ۱۰۰۸۶ به‌عنوان یکی از آثار ملی ایران به ثبت رسیده است.